# Medio pelo
Medio pelo es un término de carácter peyorativo y que se refiere a aquellas personas que pertenecen a la clase media, específicamente a la clase media baja o emergente. En ciertos países al menos, su uso se ha generalizado hasta designar cualquier cosa que se considere de baja calidad.

## Orígenes
El término tiene su origen en el vestuario del siglo XVIII en que se usaban sombreros de piel de castor que se exportaban a Sudamérica, Argentina,Chile y Uruguay, desde Cádiz,  y que existían en dos tipos: de pelo centro (más costoso por la calidad del pelaje) y de medio pelo (más rústico). 
Los primeros eran más caros, se asociaban a gente de la clase alta, mientras que los de medio pelo se identificaron con la gente de clase media.
Para el caso de Chile, el chileno de medio pelo o de clase media tiene su origen aplicativo por parte de la clase criolla a fines del siglo XVIII y XIX señalando a aquellas personas de las clases bajas que accedieron a la educación superior pudiendo desempeñarse en cargos de empleados públicos y de este modo debido a sus ingresos pudieron diferenciarse de las clases inferiores de la sociedad de entonces, fundando un estrato medio con la clase alta.[cita requerida]
El término de medio pelo se acentuó en los siglos XVIII y aún es posible escucharlo dentro de la jerga chilena.  En la novela costumbrista  Martín Rivas de Alberto Blest Gana, se retrata fielmente el perfil sociológico de la gente de medio pelo de la sociedad santiaguina del siglo XIX.

## Definiciones
Arturo Jauretche ha analizado el tema en su libro «El medio pelo en la sociedad argentina», recogiendo las siguientes definiciones:

En principio decir que un individuo o un grupo es de medio pelo implica señalar una posición equívoca en la sociedad; la situación  forzada de quien trata de aparentar un status superior al que en realidad posee. Con lo dicho está claro que la expresión tiene un valor históricamente variable según la composición de la sociedad donde se aplica.

Francisco Javier Santamaría («Diccionario General de Americanismos», México, Ed. P. Robredo, 1942) define el medio pelo: 
«En México dícese de la persona que no pertenece a la clase decente; pardo. No hay que confundir el trabajador, etc., con el medio pelo que es la gentuza o pelusa, la gente de mala educación, mediocre social, palurda y basta».
Pero aun este mismo concepto varía con el lugar. Así dice: «En Puerto Rico la persona de color o cruzada que no es de raza blanca o pura.
En México la calificación parte de la estructura social.
En Puerto Rico esencialmente de la racial, tal vez porque raza y clase se identifican allá».
Tobías Garzón en su "Diccionario de argentinismos" expresa: «Aplícase a las personas de sangre o linaje sospechoso o de oscura condición social que pretenden aparentar más de lo que son.» [...] A renglón se remite a la Academia que dice: «locución figurada y familiar con que se zahiere a las personas que quieren aparentar más de lo que son o cosa de poco mérito e importancia».